# Mesut Özil
Mesut Özil (niemiecka wymowa: [ˈmeːzut ˈøːzil], turecka wymowa: [ˈmesut ˈøzil]; ur. 15 października 1988 w Gelsenkirchen) – niemiecki piłkarz tureckiego pochodzenia, który występował na pozycji pomocnika. W latach 2009–2018 reprezentant Niemiec w piłce nożnej.

## Kariera klubowa

### Początki kariery
Karierę piłkarską rozpoczął w wieku 7 lat w klubie DJK Westfalia 04 Gelsenkirchen. 3 lata później przeniósł się do DJK Teutonia Schalke-Nord, by po roku zostać zawodnikiem DJK Falke Gelsenkirchen. W wieku 12 lat Özil trafił do Rot-Weiss Essen, gdzie występował przez kolejne pięć sezonów.

### Schalke 04
W 2005 podpisał kontrakt z FC Schalke 04. Pierwszy rok spędził w zespole rezerw, zaś latem 2006 roku został włączony do kadry pierwszej drużyny. W barwach Schalke zadebiutował 29 lipca 2006 roku w wygranym po rzutach karnych meczu Pucharu Niemiec z Bayerem 04 Leverkusen. W Bundeslidze zadebiutował 12 sierpnia 2006 roku w zremisowanym 1:1 spotkaniu z Eintrachtem Frankfurt. Ostatecznie w sezonie 2006/2007 Özil dziewiętnaście razy wystąpił w lidze, a także wywalczył z klubem wicemistrzostwo Niemiec. W następnych rozgrywkach grał wraz z Schalke w fazie grupowej Ligi Mistrzów.

### Werder Brema
31 stycznia 2008 przeszedł do Werderu Brema, który zapłacił za niego 4,3 mln euro. W nowym klubie zadebiutował 10 lutego 2008 w zremisowanym 1:1 meczu z Bayernem Monachium. Po krótkim czasie Özil wywalczył sobie miejsce w podstawowym składzie, tworząc wraz z Diego duet środkowych pomocników. 26 kwietnia 2008 w zremisowanym 3:3 meczu z Karlsruher Özil strzelił pierwszego gola w Bundeslidze. W sezonie 2007/08 wywalczył z Werderem wicemistrzostwo Niemiec. W 2009 zdobył z klubem swoje pierwsze klubowe trofeum, Puchar Niemiec. Z Werderem wziął także udział w Pucharze UEFA, z którego jednak klub odpadł po porażce 1:2 z Szachtarem Donieck.

### Real Madryt

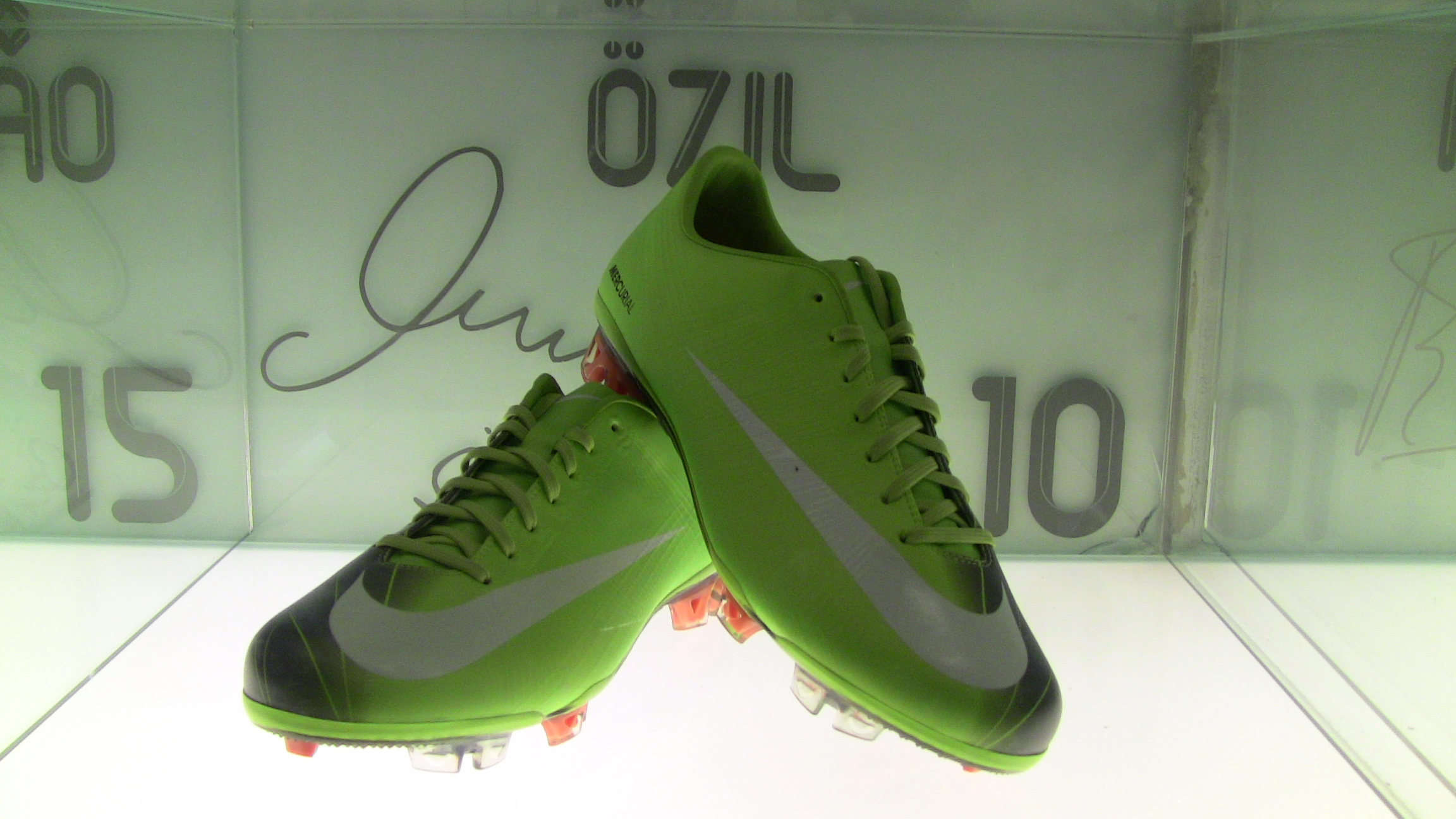
Buty Mesuta Özila na Estadio Santiago Bernabéu

17 sierpnia 2010 Real Madryt potwierdził podpisanie kontraktu z Özilem. Kwota transferu wyniosła około 15 milionów euro, a sam zawodnik podpisał kontrakt do 2016 roku. W barwach Realu zadebiutował 29 sierpnia 2010 roku w wyjazdowym spotkaniu z Mallorcą, zmieniając w 62. minucie Sergio Canalesa. 3 października 2010 roku podczas domowego spotkania z Deportivo La Coruña Özil zdobył swoją debiutancką bramkę, zaś Real wygrał 6:1. Pierwszy sezon zakończył z dorobkiem 6 goli i 17 asyst w lidze. Wraz z drużyną zdobył wicemistrzostwo Hiszpanii, Puchar Hiszpanii, a także dotarł do półfinału Ligi Mistrzów. Otrzymał także nagrodę dla Najlepiej Asystującego Zawodnika Ligi Mistrzów oraz został wybrany do jedenastki sezonu tych rozgrywek. Następne rozgrywki rozpoczął zdobywając bramkę na 1:0 w zremisowanym 2:2 pierwszym meczu o Superpuchar Hiszpanii z Barceloną. W przegranym 2:3 meczu rewanżowym Özil został w 78. minucie zmieniony przez Kakę, jednak w doliczonym czasie gry został ukarany czerwoną kartką. W lidze Özil w znacznym stopniu przyczynił się do zdobycia przez Real mistrzostwa Hiszpanii, a także otrzymał nagrodę dla Najlepszego Asystenta Ligi.

### Arsenal
2 września 2013 podpisał długoterminowy kontrakt z angielskim Arsenalem. 14 września zadebiutował w nowym klubie podczas wygranego 3:1 spotkania z Sunderlandem, w którym zanotował asystę przy golu Oliviera Giroud. 1 października w spotkaniu fazy grupowej Ligi Mistrzów z SSC Napoli zdobył swoją pierwszą bramkę w barwach Arsenalu, a także zanotował asystę przy bramce Giroud. W swoim pierwszym sezonie w ekipie Kanonierów, zdobył Puchar Anglii, kiedy to Arsenal po dogrywce pokonał Hull City 3:2.

## Kariera reprezentacyjna
We wrześniu 2006 Özil otrzymał powołanie do reprezentacji Niemiec do lat 19, w której rozegrał w sumie 11 spotkań i zdobył 4 gole. W 2006 wziął udział w młodzieżowych Mistrzostwach Europy. W wieku 18 lat Özil zadebiutował w kadrze do lat 21. W 2009 otrzymał powołanie na młodzieżowe Mistrzostwa Europy. Wraz z reprezentacją zdobył złoty medal, a w wygranym 4:0 w finałowym spotkaniu z Anglią zdobył bramkę.
W listopadzie 2007 zrzekł się tureckiego obywatelstwa i od tego czasu posługuje się jedynie niemieckim paszportem.
W seniorskiej reprezentacji zadebiutował 11 lutego 2009 w przegranym 0:1 towarzyskim meczu z Norwegią. Wszedł wówczas na boisko w 78. minucie meczu, zmieniając Torstena Fringsa.
W 2010 otrzymał powołanie na Mistrzostwa Świata w Południowej Afryce. Podczas turnieju został razem z Kaką najlepiej asystującym zawodnikiem. W ostatnim spotkaniu fazy grupowej z Ghaną zdobył bramkę dającą Niemcom zwycięstwo. Reprezentacja Niemiec zdobyła ostatecznie brązowy medal, pokonując w meczu o 3. miejsce Urugwaj 3:2. Po turnieju Özil otrzymał nominację do wielu nagród, m.in. do Złotej Piłki, FIFPro, Złotej Piłki Adidasa oraz Najlepszego Młodego Zawodnika Roku.
W 2012 Özil został powołany do kadry na Mistrzostwa Europy 2012. Ostatecznie Niemcy dotarli do półfinału, gdzie przegrali 1:2 z Włochami. Özil został najlepszym asystującym mistrzostw, a także wybrano go do najlepszej jedenastki całego turnieju.

## Statystyki kariery
| Klub                | Sezon              | Liga               | Liga  | Liga   | Puchar kraju | Puchar kraju | Puchar ligi | Puchar ligi | Europa | Europa | Inne  | Inne   | Suma  | Suma   |
| Klub                | Sezon              | Liga               | Mecze | Bramki | Mecze        | Bramki       | Mecze       | Bramki      | Mecze  | Bramki | Mecze | Bramki | Mecze | Bramki |
| ------------------- | ------------------ | ------------------ | ----- | ------ | ------------ | ------------ | ----------- | ----------- | ------ | ------ | ----- | ------ | ----- | ------ |
| FC Schalke 04       | 2006/07            | Bundesliga         | 19    | 0      | 1            | 0            | 2           | 0           | 1      | 0      | –     | –      | 23    | 0      |
| FC Schalke 04       | 2007/08            | Bundesliga         | 11    | 0      | 1            | 1            | 0           | 0           | 4      | 0      | –     | –      | 16    | 1      |
| FC Schalke 04       | Ogólnie            | Ogólnie            | 30    | 0      | 2            | 1            | 2           | 0           | 5      | 0      | 0     | 0      | 39    | 1      |
| Werder Brema        | 2007/08            | Bundesliga         | 12    | 1      | 0            | 0            | 0           | 0           | 2      | 0      | –     | –      | 14    | 1      |
| Werder Brema        | 2008/09            | Bundesliga         | 28    | 3      | 5            | 2            | –           | –           | 14     | 0      | –     | –      | 47    | 5      |
| Werder Brema        | 2009/10            | Bundesliga         | 31    | 9      | 5            | 0            | –           | –           | 10     | 2      | –     | –      | 46    | 11     |
| Werder Brema        | 2010/11            | Bundesliga         | 0     | 0      | 1            | 0            | –           | –           | 0      | 0      | –     | –      | 1     | 0      |
| Werder Brema        | Ogólnie            | Ogólnie            | 71    | 13     | 11           | 2            | 0           | 0           | 26     | 2      | 0     | 0      | 108   | 17     |
| Real Madryt         | 2010/11            | Primera División   | 36    | 6      | 6            | 3            | –           | –           | 11     | 1      | –     | –      | 53    | 10     |
| Real Madryt         | 2011/12            | Primera División   | 35    | 4      | 5            | 0            | –           | –           | 10     | 2      | 2     | 1      | 52    | 7      |
| Real Madryt         | 2012/13            | Primera División   | 32    | 9      | 8            | 0            | –           | –           | 10     | 1      | 2     | 0      | 52    | 10     |
| Real Madryt         | 2013/14            | Primera División   | 2     | 0      | 0            | 0            | –           | –           | 0      | 0      | 0     | 0      | 2     | 0      |
| Real Madryt         | Ogólnie            | Ogólnie            | 105   | 19     | 19           | 3            | 0           | 0           | 31     | 4      | 4     | 1      | 159   | 27     |
| Arsenal             | 2013/14            | Premier League     | 26    | 5      | 5            | 1            | 1           | 0           | 8      | 1      | –     | –      | 40    | 7      |
| Arsenal             | 2014/15            | Premier League     | 22    | 4      | 5            | 1            | 0           | 0           | 5      | 0      | –     | –      | 32    | 5      |
| Arsenal             | 2015/16            | Premier League     | 35    | 6      | 1            | 0            | 0           | 0           | 8      | 2      | 1     | 0      | 45    | 8      |
| Arsenal             | 2016/17            | Premier League     | 33    | 8      | 3            | 0            | 0           | 0           | 8      | 4      | –     | –      | 44    | 12     |
| Arsenal             | 2017/18            | Premier League     | 26    | 4      | 0            | 0            | 2           | 0           | 7      | 1      | –     | –      | 35    | 5      |
| Arsenal             | 2018/19            | Premier League     | 24    | 5      | 1            | 0            | 0           | 0           | 10     | 1      | –     | –      | 35    | 6      |
| Arsenal             | 2019/20            | Premier League     | 18    | 1      | 1            | 0            | 2           | 0           | 2      | 0      | –     | –      | 23    | 1      |
| Arsenal             | 2020/21            | Premier League     | 0     | 0      | 0            | 0            | 0           | 0           | 0      | 0      | –     | –      | 0     | 0      |
| Arsenal             | Ogólnie            | Ogólnie            | 184   | 33     | 16           | 2            | 5           | 0           | 48     | 9      | 1     | 0      | 254   | 44     |
| Fenerbahçe          | 2020/21            | Süper Lig          | 10    | 0      | 1            | 0            | –           | –           | 0      | 0      | –     | –      | 11    | 0      |
| Fenerbahçe          | 2021/22            | Süper Lig          | 22    | 8      | 0            | 0            | –           | –           | 4      | 1      | –     | –      | 26    | 9      |
| Fenerbahçe          | Ogólnie            | Ogólnie            | 32    | 8      | 1            | 0            | 0           | 0           | 4      | 1      | 0     | 0      | 37    | 9      |
| Istanbul Başakşehir | 2022/23            | Süper Lig          | 4     | 0      | 1            | 0            | –           | –           | 2      | 0      | –     | –      | 7     | 0      |
| Ogólnie w karierze  | Ogólnie w karierze | Ogólnie w karierze | 426   | 73     | 50           | 8            | 7           | 0           | 116    | 16     | 5     | 1      | 597   | 98     |

## Sukcesy

### Werder Brema
- Puchar Niemiec: 2008/09

### Real Madryt
- Mistrzostwo Hiszpanii: 2011/12
- Puchar Hiszpanii: 2010/11
- Superpuchar Hiszpanii: 2012

### Arsenal
- Puchar Anglii: 2013/14, 2014/15, 2016/17
- Tarcza Wspólnoty: 2014, 2015

### Reprezentacyjne
- Mistrzostwo świata: 2014
- 3. miejsce na Mistrzostwach świata: 2010
- Półfinał Mistrzostw Europy: 2012, 2016
- Mistrzostwo Europy U-21: 2009

### Indywidualnie
- Piłkarz Roku w Niemczech: 2011, 2012, 2013, 2015[12], 2016
- Najlepszy asystent Bundesligi: 2009/10
- Najlepszy asystent Ligi Europy: 2009/10
- Najlepszy asystent Mistrzostw Świata: 2010
- Najlepszy asystent Ligi Mistrzów: 2010/11
- Najlepszy asystent Primera División: 2011/12
- Najlepszy asystent Mistrzostw Europy: 2012
- Najlepszy asystent Premier League: 2015/16
- Najlepsza jedenastka Mistrzostw Europy: 2012
- Drużyna Roku UEFA: 2012, 2013
- Drużyna sezonu Premier League wg użytkowników premierleague.com: 2013/14
- Najwięcej asyst z rzędu w historii Premier League: 6 meczów i 8 asyst[13]
- Najlepszy piłkarz Arsenalu sezonu: 2015/16

## Odznaczenia
- Srebrny Liść Laurowy (2010, 2014)[14]